# Conor Dwyer
Conor Dwyer (Evanston, 10 gennaio 1989) è un ex nuotatore statunitense.
Specializzato nei misti e nello stile libero ha vinto la medaglia d'oro a Londra 2012 nella staffetta 4x200 m sl.

## Palmarès
- Olimpiadi

Londra 2012: oro nella 4x200m sl.
Rio de Janeiro 2016: oro nella 4x200m sl e bronzo nei 200m sl.
- Mondiali

Shanghai 2011: oro nella 4x200m sl.
Barcellona 2013: oro nella 4x200m sl e argento nei 200m sl e nella 4x100m sl.
Kazan 2015: oro nella 4x100m sl mista e argento nella 4x200m sl.
Budapest 2017: bronzo nella 4x200m sl.
- Mondiali in vasca corta

Istanbul 2012: oro nella 4x200m sl e bronzo nei 200m sl.
Doha 2014: oro nella 4x200m sl.
- Giochi PanPacifici

Gold Coast 2014: oro nella 4x200m sl.
- Giochi panamericani

Guadalajara 2011: oro nella 4x200m sl, argento nei 200m misti, nei 400m misti e nella 4x100m sl.